# Wayne David
Wayne David, född 1 juli 1957 i Bridgend i Wales, är en brittisk politiker (Labour). Han är ledamot av underhuset för Caerphilly sedan 2001.
David har även varit EU-parlamentariker från 1989 till 1999.